# Veninder på 1. klasse
Veninder på 1. klasse er et realityshow på Kanal 4, hvor man følger de tre veninder: Line, Mathilde og Louise.
Serien lægger stor vægt på hverdagens strabadser og udfordringer som gymnasieelev i det velhavende Nordsjælland.